# Liste des noms vernaculaires de primates
 (septembre 2024).
Cette liste détaille les différents noms vernaculaires désignant des Primates en français.
- allocèbe
- alouate
- angwantibo
- apelle
- atèle
- avahi
- aye-aye
- babouin
- bandar
- bonobo
- callicèbe
- callitriche
- capucin
- cercocèbe
- cercopithèque
- chimpanzé
- chirogale
- colobe
- cynocéphale
- douc
- douroucouli
- drill
- entelle
- galago
- gélada
- gibbon
- gorille
- grivet
- guenon
- guéréza
- hocheur
- houlock
- hurleur
- indri
- lagotriche
- langur
- lar, autre nom du gibbon à mains blanches
- lémur
- lépilémur
- loris
- macaque
- magistrat
- magot
- maki
- mandrill
- mangabey
- Mone
- marmouset, autre nom des Ouistitis
- microcèbe
- miopithèque
- moustac
- nasique
- nycticèbe
- orang-outan
- ouakari
- ouandérou
- ouistiti
- pain à cacheter
- patas
- phaner
- pinché
- potto
- rhésus
- rhinopithèque
- sagouin
- saï
- saïmiri
- sajou
- saki
- sapajou
- semnopithèque
- siamang
- sifaka
- singe
- singe-araignée
- singe de nuit
- singe-écureuil
- singe laineux
- talapoin
- tamarin
- tamarin-lion
- tarsier
- titi
- vervet